# Plagiochila cymata
Plagiochila cymata là một loài rêu trong họ Plagiochilaceae. Loài này được Inoue & Grolle mô tả khoa học đầu tiên năm 1975.